# 駐泗水臺北經濟貿易辦事處
駐泗水臺北經濟貿易辦事處，亦稱駐泗水辦事處，是中華民國（臺灣）政府派駐印度尼西亞第二大城泗水的代表機構。於2015年12月18日設立，負責推動臺灣與東印尼之間的經貿商務、教育文化與觀光旅遊等各領域雙邊關係，並具備核發簽證等领事事務功能，以及提供僑民服務與國人旅外急難救助，功能等同邦交國的總領事館。
辦事處的領事轄區為东爪哇省、苏拉威西岛、巴厘岛、龙目岛、摩鹿加群岛、西巴布亚、東印度尼西亞等地區。

## 歷任處長
| 姓名   | 到任       | 離任      | 外交銜級 對外名義 | 外交職務 本職職務 | 備註     | 備註 |
| ------ | ---------- | --------- | ----------------- | ----------------- | -------- | ---- |
| 蕭勝中 | 2015年12月 | 2018年8月 | 處長              | 總領事            | [ 註 1 ] |      |
| 林鼎翔 | 2018年9月  | 2023年1月 | 處長              | 總領事            |          |      |
| 邱陳煜 | 2023年2月  | 現任      | 處長              | 總領事            |          |      |

## 外部連結
- 駐泗水臺北經濟貿易辦事處的Facebook、Twitter